# Cyber Monday
Cyber Monday ou segunda-feira cibernética é um termo de marketing para a segunda-feira após o Dia de Ação de Graças nos Estados Unidos.  Empresas de marketing criaram o termo "Cyber Monday" para convencer as pessoas a fazerem compras online. O termo estreou em 28 de novembro de 2005, em um comunicado de imprensa da Shop.org intitulado "Cyber Monday rapidamente se tornando um dos maiores dias de compras em linha do ano".
De acordo com o estudo eHoliday Mood Shop.org/Bizrate Research de 2005, "77 por cento dos varejistas online disseram que suas vendas aumentaram substancialmente na segunda-feira após o feriado, uma tendência que está disponibilizando descontos e promoções em linha na Cyber Monday deste ano (2005)". Em 2010, a comScore relatou que os consumidores gastaram US$ 1,028 bilhão em linha na Cyber Monday (excluindo viagens de 2009: $ 887m), o maior dia de gastos de 2010.
Cyber Monday tornou-se um termo de marketing internacional usado por varejistas on-line no Brasil, Canadá, Chile, China, Colômbia, Alemanha, Irlanda, Japão, Portugal e Reino Unido.
A Cyber Monday foi criada em 2005 pela Federação Nacional de Comércio Americana, na tentativa de impulsionar as vendas de final de ano no varejo.
A Cyber Monday ocorre na primeira segunda-feira após o feriado de ação de graças (Thanksgiving), e logo depois da black Friday, evento este que é conhecido internacionalmente por oferecer grandes descontos em vários produtos das principais lojas dos Estados Unidos.
A grande diferença da black Friday para a Cyber Monday está no direcionamento dos descontos, pois enquanto a black Friday oferece descontos em lojas físicas, a cyber Monday apenas faz promoções em vendas efetuadas através da Internet.

## Brasil
Assim como a Black Friday, que espalhou-se por vários países do mundo, realiza-se a Cyber Monday no Brasil desde 2012, com a participação de várias lojas online que oferecem descontos de até 80% em vendas feitas através da Internet. Similar aos Estados Unidos, a Cyber Monday Brasil ocorre anualmente na primeira segunda-feira depois da black Friday. Em 2024, ela aconteceu em 2 de dezembro.
Assim como na Black Friday, uma ótima opção para não cair em armadilhas de falsas promoções é utilizar comparadores de preços que oferecem um histórico de preços dos produtos de até um ano.
Na Cyber Monday também são oferecidos descontos para quem perdeu a oportunidade de comprar na Black Friday. Embora não seja tão popular no Brasil, os e-commerce e sites de cash back e cupom de desconto oferecem cada vez mais destaque a essa data e às duas semanas Black Friday e Cyber Monday, tanto pela proximidade com o 13° Salário quanto pela proximidade com o Natal.

### Portugal
Em Portugal, o termo foi introduzido pela primeira vez em 2009. Em 2018, num estudo realizado pelo Observador Cetelem Natal, calculou-se que um quarto da população (25%) aproveitou a iniciativa, significando um decréscimo de 7% em comparação com o ano anterior.